# Władza pieniądza
Władza pieniądza (ang. Even Money) – amerykański film kryminalny z 2006 roku w reżyserii Marka Rydella. Wyprodukowany przez Yari Film Group.

## Opis fabuły
Podczas rozstrzygającego o mistrzostwie meczu koszykówki krzyżują się losy kilkorga nałogowych hazardzistów. Mechanika Snowa (Forest Whitaker) szantażuje bukmacher. Pisarka Carolyn (Kim Basigner) jest uzależniona od automatów z grami losowymi i coraz bardziej pogrąża się w długach.

## Obsada
- Kim Basinger jako Carolyn Carver
- Danny DeVito jako Walter
- Forest Whitaker jako Clyde Snow
- Ray Liotta jako mąż Carolyn
- Kelsey Grammer jako Brunner
- Tim Roth jako Victor
- Jay Mohr jako Augie
- Carla Gugino jako Veronica
- Nick Cannon jako Godfrey Snow
- Charles Robinson jako trener Washington